# 강남길의 TV보다 쉬운 인터넷
《강남길의 TV보다 쉬운 인터넷》은 배우 강남길이 쓴 인터넷 입문서이다. 전화 접속 네트워킹으로 전화를 걸어서 인터넷 사용하기, 아웃룩 익스프레스 사용법, 인터넷 검색엔진 사용법, 나모 웹에디터 사용법 등의 인터넷접속과 활용방법을 쉬운 문체와 웃긴 일러스트레이션으로 재미있게 설명했다. 1999년에 실용서 출판사인 영진닷컴(구 영진출판사)에서 출간되었다. 책표지 사진의 모델로는 코미디언 김보화 씨, 탤런트 맹상훈씨, 강남길씨가 나왔고, 본문도 컬러인쇄(CMYK)를 함으로써 화려한 북디자인을 한 책이다.

## 목차
- 001. 제 7대륙 인터넷
- 002. 인터넷 접속하기
- 003. 인터넷 익스플로러
- 004. 주소 모르고 찾아가기 (정보검색)
- 005. 인터넷 VS. 현실
- 006. 전자 우편
- 007. 인터넷 생활 365일!
- 008. 홈페이지 만들기